# یواس‌اس فارنهالت (دی‌دی-۴۹۱)
یواس‌اس فارنهالت (دی‌دی-۴۹۱) (به انگلیسی: USS Farenholt (DD-491)) یک کشتی بود که طول آن ۳۴۸ فوت ۴ اینچ (۱۰۶٫۱۷ متر) بود. این کشتی در سال ۱۹۴۱ ساخته شد.